# Олбери (аэропорт)
Аэропорт Олбери (ИАТА: ISA, ИКАО: YMAY) — региональный аэропорт, расположенный на расстоянии 3,7 километра северо-восточнее Олбери, Новый Южный Уэльс, Австралия. Аэропорт также обслуживает соседний город побратим Уодонга, штат Виктория.
Пассажирский терминал был расширен для удобства проведение досмотров при увеличившемся пассажиропотоке. Обновленный терминал открыт 23 октября 2009 года.

## Авиакомпании и направления
Источник:  
Олбери дважды в день используют 68-местные самолеты ATR 72 компании Virgin Australia для рейсов в Сидней, также в Сидней летают 50-местный Dash 8-300s и 74-местный Dash 8-400s компании QantasLink, Regional Express Airlines отправляет 36-местный Saab 340 в Сидней и Мельбурн.
5 февраля 2008 года компания Virgin Australia (в то время Virgin Blue) стала направлять дважды в день самолёты Embraer 170 по маршруту Олбери — Сидней и обратно. Virgin стали первой, после обанкротившейся Ansett Australia, и на данный момент единственной компанией использующей реактивные самолеты в аэропорту Олбери. В связи с открытием маршрута Virgin выставили на продажу 1000 билетов по цене 1 цент за билет. В связи с эти в постепенно были снижены цены на различные сборы в аэропорту. Также компания заявляла о намерениях открыть новые маршруты из аэропорта, но по состоянию на 2015 годы новые маршруты открыты не были.
Аэропорт также обслуживает чартерные рейсы, грузовые и сельскохозяйственные самолеты. До 4 марта 2002 Kendell Airlines обслуживали Олбери по маршрутам в Сидней и Мельбурн.

## Пассажиропоток
По состоянию на 2021 год, пассажиропоток Олбери составил 74 103 человека.
Данные из запроса в Викиданные.

## Аварии в аэропорту
11 ноября 1998 года самолет Saab 340 (регистрационный номер VH-LPI) авиакомпании Kendell Airlines выполнявший рейс из Олбери в Мельбурн потерял контроль на 10 секунд из—за обледенения. Небольшие травмы получил стюард когда самолет резко снизился на 700 метров, больше никто не пострадал и самолет продолжил свое следование по маршруту.